# Delírio (romance)
Delírio é um romance distópico escrito por Lauren Oliver, publicado originalmente em 11 de janeiro de 2011 nos EUA pela HarperCollins (HarperTeen), em Portugal pela editora Alfaguara em 2014 e no Brasil pela editora Intrínseca em 2012. O livro é seguido por Pandemônio.

## Enredo
Há sessenta e quatro anos o presidente e o Consórcio identificaram o amor como uma doença, e faz trinta e três anos que os cientistas descobriram uma cura. Todas as outras pessoas de minha família já passaram pela intervenção. Minha irmã mais velha, Rachel, está livre da doença há nove anos. Está protegida do amor há tanto tempo que diz que nem consegue se lembrar dos sintomas. Minha intervenção está agendada para daqui a exatos noventa e cinco dias: três de setembro. Meu aniversário. Muitas pessoas temem a intervenção. Algumas até resistem. Mas eu não estou com medo. Mal posso esperar. Faria amanhã, se pudesse, mas é preciso completar dezoito anos, às vezes um pouco mais, antes de ser curado pelos cientistas. Do contrário, a intervenção não funciona corretamente: as pessoas acabam sofrendo danos cerebrais, paralisia parcial, cegueira ou consequências piores. Não gosto de pensar que continuo andando por aí com a doença em meu sangue. Às vezes sou capaz de jurar que posso senti-la se movendo por minhas veias como algo estragado, tipo leite azedo. Isso faz com que me sinta suja, me faz pensar em crianças pirracentas, em resistência, em meninas doentes raspando o chão com as unhas, arrancando os cabelos, babando. E, é claro, faz com que eu me lembre de minha mãe. Depois da intervenção, ficarei feliz e segura para sempre. É o que todos dizem: os cientistas, minha irmã e tia Carol. Passarei por esse procedimento e em seguida serei pareada a um menino que os avaliadores escolherão para mim. Em alguns anos, nós nos casaremos. Recentemente comecei a sonhar com a cerimônia. Estou sob uma tenda branca, usando flores nos cabelos. Estou de mãos dadas com alguém, mas, sempre que me viro para olhar, seu rosto fica embaçado, como se estivesse fora de foco, e não consigo distinguir seus traços. Mas suas mãos estão frias e secas, e meu coração bate compassado no peito — e no sonho eu sei que ele sempre vai bater nesse ritmo, sem falhar, saltar, girar ou acelerar; apenas tum, tum, tum, até que eu morra. Segura e livre de dor. Nem sempre tudo foi bom como é agora. Na escola, aprendemos que antigamente, nos tempos sombrios, as pessoas não percebiam quão mortal era a doença do amor. Durante muito tempo ela era inclusive encarada como um sentimento bom, a ser celebrado e buscado. Claro que essa é uma das razões que o tornam tão perigoso: afeta nossa mente, impedindo-nos de pensar com clareza ou tomar decisões racionais sobre nosso próprio bem-estar (esse é o sintoma número doze, listado na seção “Amor deliria nervosa” da décima segunda edição da Suma de hábitos, higiene e harmonia, ou Shhh, como a chamamos). Naquela época, as pessoas identificaram outras doenças, como estresse, problemas cardíacos, ansiedade, depressão, hipertensão, insônia, transtorno bipolar, sem perceber que eram, na verdade, apenas sintomas que, na maioria dos casos, resultavam do amor deliria nervosa. É claro que ainda não estamos completamente livres do deliria nos Estados Unidos. Até que a intervenção seja aperfeiçoada, até que seja segura para menores de dezoito anos, jamais estaremos totalmente protegidos. A doença ainda ronda, sufocando-nos com vastos tentáculos invisíveis. Já vi inúmeras pessoas não curadas sendo arrastadas para a intervenção, tão torturadas e devastadas pelo amor que prefeririam arrancar os próprios olhos ou se atirar no arame farpado que cerca o laboratório a ficar sem ele.

## Inspiração
Lauren Oliver disse que a inspiração para Delirium veio quando ela esteve na academia. Ela havia lido recentemente um ensaio do escritor Gabriel Garcia Márquez o qual falava que todos os livros são acerca de sobre o amor ou morte. Desde seu primeiro livro, Before I Fall sobre a morte, ela queria escrever um livro sobre o amor. Na academia Oliver estava assistindo a uma reportagem descrevendo uma pandemia, e as duas ideias combinaram em sua cabeça para formar o conceito central dos romances.

## Sequências
Delirium é a primeira parte da trilogia. Dois livros estabelecidos entre o primeiro e o segundo livros, Hana e Annabel, foram liberados em 28 de fevereiro e 26 de dezembro de 2012, respectivamente. O segundo livro, Pandemonium, foi lançado em 28 de fevereiro de 2012 EUA. O terceiro e último livro da trilogia, Réquiem, foi lançado em 5 de março de 2013. Um outro livro, situado entre o segundo e terceiro livros da trilogia, Raven, foi também lançado 05 de março de 2013.
Os livros intermediários foram compiladas em um livro, Delirium Stories subtitulados Hana, Annabel, e Raven, lançado na mesma data. Alex, também entre os primeiro e segundo livros, foi lançado com a primeira edição do livro final da trilogia, Réquiem.

## Adaptação
Fox encomendou um piloto de televisão baseado em Delirium. De acordo com o The Hollywood Reporter, a atriz Emma Roberts foi escalada para interpretar Lena Haloway, o papel principal. Em fevereiro de 2013, Gregg Sulkin foi escalado para o papel de Julian Fineman, um dos interesses amorosos de Lena, mas foi alterado para ser o interesse amoroso de sua melhor amiga Hana Tate no show. Em 25 de fevereiro de 2013 Daren Kagasoff foi escalado como Alex Sheathes, o protagonista masculino e interesse amoroso de Lena. Karyn Usher escreveu o episódio piloto, adicionando Peter Chernin e Katherine Pope como produtores executivos. Em 01 de março de 2013, Jeanine Mason foi lançado como Hana Tate. Fox mais tarde, recusou-se o piloto.
O episódio piloto foi escolhido pelo site Hulu e esteve disponível para stream por um tempo limitado iniciado em 20 de junho de 2014.

## Recepção
Delirium tornou-se um best-seller do New York Times. Recebeu comentários positivos em grande parte, incluindo elogiados do Kirkus Reviews e do School Library Journal. NPR escreveu, "Oliver escreve maravilhosamente, com maestria bem medida. As referências ao livro de Shhh e de Segurança, Diário de Saúde e Felicidade, 12ª edição, são primorosamente de toque artístico."